# Estat de l'Istme
L'Estat de l'Istme (en castellà Estado del Istmo) va ser una antiga república independent que abastava l'istme de Panamà; es va constituir el 18 de novembre de 1840 en separar-se de la República de la Nova Granada. A excepció de la separació definitiva l'any 1903, seria el més reeixit dels diversos intents de separació que tindria Panamà amb Colòmbia. El seu únic cap d'Estat fou el general Tomás Herrera. La independència no va ser reconeguda per la Nova Granada, tot i que sí va ser reconeguda internacionalment per Costa Rica.

## Antecedents
Després de la seva independència d'Espanya, els territoris de l'actual Panamà no van ser prou forts per mantenir la seva sobirania i decideixen unir-se a la Gran Colòmbia, l'estat format pels actuals Colòmbia, Veneçuela, Equador. Més endavant, quan al 1830 Veneçuela i l'Equador decideixen consolidar-se com a estats independents i es reorganitzen els territoris restants sota la República de la Nova Granada, Panamà comença a qüestionar-se'n la permanència com a província. És en aquest moment quan sorgeixen els moviments separatistes i els conflictes entre Panamà i el llunyà govern de Bogotà.
El 1840 Panamà encara pertanyia a la Nova Granada, malgrat que l'istme de Panamà ja havia intentat en dues ocasions separar-se de la confederació; la primera ocasió va ser al setembre de 1830 quan el general José Domingo Espinar va assolir aquest objectiu, amb la desaprovació de Simón Bolívar. Aquesta secessió va ser anul·lada al juliol de 1831 sota les ordres del general Juan Eligio Alzuru; tot i així, pocs dies després, ell mateix va aprofitar la situació per proclamar una segona secessió que separava l'istme de Colòmbia i s'hi proclamà dictador fins que fou vençut i executat pel general Tomás Herrera a les acaballes d'agost del mateix any.
Santafé de Bogotà, la capital de la Nova Granada es trobava aïllada a les muntanyes, lluny dels ports i de les activitats comercials, i s'ocupava poc de les relacions comercials internacionals panamenyes i del seu moviment duaner. Els comerciants panamenys eren molt dinàmics i tenien un gran contacte amb el comerç mundial. Això va afavorir que fossin partidaris dels postulats del lliurecanvisme; en canvi, el govern de la capital, més conservador, determinava lleis centralistes i proteccionistes que afectaven les relacions comercials panamenyes i en perjudicaven els comerciants.
La situació política a la Nova Granada entre els anys 1839 i 1842 va ser de gran convulsió, ja que el general José María Obando s'havia rebel·lat contra el president José Ignacio de Márquez a Pasto, fet que desencadenà un conflicte civil a tot el país, anomenat Guerra dels Suprems. Aquest conflicte fou una de les causes principals de la secessió panamenya. A més a més, la separació es precipità perquè les classes dominants de Panamà tenien pretensions autonomistes, alimentades per l'aïllament i l'estat econòmic en què es trobava l'istme respecte a la resta del país, sobretot amb la capital Santafé de Bogotà.

## Història

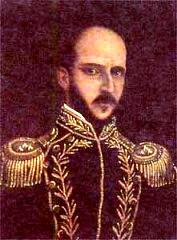
Tomás Herrera, cap de l'Estat Lliure de l'Istme.

Amb el lideratge del general Tomás Herrera, l'istme de Panamà es va separar de la República de la Nova Granada el 18 de novembre de 1840, sense cap impediment per part de la guarnició de la ciutat de Panamà, que es va adherir al moviment. El governador de Veraguas es va negar a donar suport a la separació, de manera que el general Herrera marxà amb tropes cap a Santiago de Veraguas i aconseguí així la seva adhesió.
La independència s'oficialitzà mitjançant la Llei Fonamental de l'Estat de l'Istme de 20 de març de 1841, signada per Tomás Herrera com cap superior de l'Estat i José Agustín Arango com a secretari.
Després de ser nomenats provisionalment Herrera i Carlos de Icaza Arosemena cap d'estat i sots-cap d'estat, respectivament, es va convocar una convenció constitutiva, el 8 de juny de 1841, al Palau de Govern de Panamà. L'acte es va oficialitzar el 18 de novembre, quan es va aprovar la constitució de l'Estat i es va triar unànimement a Herrera i Icaza per als càrrecs principals de la nova entitat política.
Si bé la Nova Granada no va reconèixer la independència de l'istme, internacionalment va rebre el reconeixement de Costa Rica, amb la qual va signar un tractat d'amistat i comerç a canvi de reconèixer la sobirania de Costa Rica a la regió de Bocas del Toro, que havia estat ocupada per la Nova Granada el 1836.
L'Estat de l'Istme va sobreviure durant tretze mesos i alguns dies. Quan el govern de la Nova Granada va aconseguir vèncer els contrincants en la Guerra dels Suprems, es va preparar al Cauca una expedició militar per envair l'istme de Panamà. El general Tomás Cipriano de Mosquera va buscar una solució pacífica al conflicte que semblava imminent, enviant com a comissionat el comandant Julio Arboleda, que no va tenir èxit. Després, el coronel Anselmo Pineda i el doctor Ricardo de la Parra, comissionats pel doctor Rufino Cuervo, en representació del govern de la Nova Granada, sí obtingueren èxit en la subscripció d'un conveni signat el 31 de desembre de 1841, que va reincorporar l'istme de Panamà a la Nova Granada.

## Govern i política
El govern de l'Estat de l'Istme en la Constitució de 1841 va ser definit com a popular, republicà, representatiu, electiu, alternatiu i responsable. No obstant això, a causa de l'efímera durada de la república, algunes institucions no van arribar a funcionar plenament. El poder suprem seria exercit per mitjà de tres òrgans (legislatiu, executiu i judicial), amb plena separació de poders: 
- Òrgan executiu: segons la constitució de 1841 estaria a càrrec d'una persona, que tindria la denominació de President de l'Estat de l'Istme, i aquesta persona seria substituïda, en qualsevol cas de falta o impediment, pel vicepresident .
- Òrgan judicial: la justícia s'administraria per un Jurat Nacional, un Tribunal Suprem i els altres tribunals i jutjats que la llei establís.
- Òrgan legislatiu: El poder legislatiu s'exerciria per una càmera, el Congrés, formada pels diputats procedents dels diversos cantons de l'Estat.